# Kateh Talkh
Kateh Talkh (persiska: کته تلخ) är en ort i Iran.   Den ligger i provinsen Khorasan, i den nordöstra delen av landet, 700 km öster om huvudstaden Teheran. Kateh Talkh ligger 1 512 meter över havet och antalet invånare är 108.
Terrängen runt Kateh Talkh är lite kuperad, och sluttar norrut.Runt Kateh Talkh är det ganska glesbefolkat, med 25 invånare per kvadratkilometer. Närmaste större samhälle är Ḩeşār-e Yazdān, 4,8 km norr om Kateh Talkh. Trakten runt Kateh Talkh består i huvudsak av gräsmarker.